# إيميت ديفيس (متسابق يخت)
إيميت ديفيس (بالإنجليزية: Emmett Davis)‏ هو متسابق يخت أمريكي، ولد في 28 فبراير 1886، وتوفي في 22 ديسمبر 1967.

## وصلات خارجية
- إيميت ديفيس على موقع اللجنة الأولمبية الدولية (الإنجليزية)